# Patres
Patres (grec: Πατραί Patraí; llatí: Pătræ; grec modern: Πάτρα Patra) és una ciutat de Grècia que es troba a la prefectura d'Acaia, de la qual és la capital. Té una població al tomb del 180.000 habitants. El municipi té 135,4 km².

## Història

### Història antiga
Patres (llatí: Patrae, grec: Patrai o Patrees) fou una ciutat d'Acaia a la costa oest del cap Rhion, prop del començament del golf de Corint, al peu de les muntanyes Panachaicus.
Es va formar suposadament per la unió de tres ciutats petites: Aroe, Antheia i Mesatis, fundades pels jònics, que després en foren expulsats pels aqueus, llegendàriament dirigits per l'heroi Patreos, que va traslladar els habitants d'Antheia i Mesatis a Aroe i la va rebatejar Patres, del seu propi nom. L'acròpoli va conservar el nom d'Aroe.
En la Guerra del Peloponnès, fou l'única de les ciutats aquees que va estar al costat d'Atenes i, el 419 aC, Tucídides els va convèncer per connectar la ciutat i el seu port amb unes llargues muralles.
A la mort d'Alexandre el Gran, la ciutat va passar a mans de Cassandre, però les seves forces foren expulsades per Aristodem, general d'Antígon, el 314 aC.
El 280 aC, Patres i Dime (Dyme) foren les dues primeres ciutats a expulsar els macedonis, i el seu exemple fou seguit per Tritea (Tritaea) i Fares (Pharae), i les quatre ciutats van reconstituir la lliga Aquea. El 279 aC, Patres va enviar ajuts als etolis quan el seu país fou envaït pels gals.
En la guerra social, Filip V de Macedònia va desembarcar en aquest port en la seva expedició al Peloponnès. En la guerra entre romans i aqueus, la ciutat va patir molt i va quedar parcialment despoblada i els habitants es van refugiar a Mesatis, Antheia, Bolina, Argyra i Arba (d'aquestes ciutats, només es coneix la ubicació certa de Bolina i Argyra).
Sota els romans, fou una petita ciutat de província, conservant una mínima activitat com a port per als viatgers des d'Itàlia. Després de la Batalla de Farsàlia (48 aC), fou ocupada per Cató, però tot seguit es va rendir a Calenus, lloctinent de Cèsar. Antoni hi va passar l'hivern del 32 al 31 aC preparant la guerra contra August. Just abans de la Batalla d'Àccium fou conquerida per Agripa.
Després d'Àccium, August va decidir d'establir-hi una colònia i hi va enviar un cos de soldats veterans i va traslladar els habitants de les ciutats properes i especialment de Ripes (Rhypes); Pharae, Dyme, Tritaea i Locris entre d'altres, van ser incloses al territori de la nova Patres, que es va dir Colonia Augusta Aroë Patrensis. Els edificis principals n'eren el temple d'Artemisa Làfria, amb l'estàtua de la dea portada de Calidó, l'Odèon, el teatre, i el temple de Demetri. En aquesta època s'hi treballava el lli, especialment les dones.
El 343, es va establir un arquebisbat de Patres al concili de Sàrdica. Al segle vi (551) fou destruïda per un terratrèmol. El 807 fou assetjada pels eslaus.

### Baronia de Patres[2]
A partir del 1205, fou designada seu d'una senyoria del principat llatí d'Acaia. La ciutat fou la capital del principat i l'arquebisbe el primat. El 1387, la senyoria fou capturada inesperadament per Juan Fernández de Heredia, gran mestre dels cavallers hospitalaris de Rodes, que es volia apoderar d'Acaia, però fou evacuada.
Centurió II Zaccaria, nebot d'Andronic Asen, dèspota de l'Epir, a la mort del seu oncle, el 1402, va assolir la regència dels fills menors d'Andrònic, però va usurpar la corona i es va casar amb una princesa dels Tocco que dominaven Lèucada i Cefalònia i l'Epir. El 1406, es va revoltar l'hereu legítim Stefano Zaccaria i va tenir el suport de Carles I Tocco (cunyat de Centurió) i de l'emperador Teodor Paleòleg, però no va reeixir. El 1408, Lleonard I Tocco, germà de Carles I i senyor de Zante, va ocupar Clarença (Clarença), el principal port de Centurió a l'Acaia. Centurió, per mig del bisbe de Patres, Esteve Zaccaria, va haver de cedir Patres i la seva baronia en arrendament per cinc anys a Venècia a canvi de 1000 ducats anyals. El bisbe se sentia amenaçat pels otomans i volia anar tres anys a Pàdua i només va retenir la jurisdicció espiritual; Venècia va nomenar un podestà. Patres depenia feudalment del príncep d'Acaia. Pagava un tribut de 500 ducats anuals al sultà que recaptava el príncep d'Acaia que ho pagava junt amb el seu propi tribut. Al cap de 5 anys el bisbe va retornar i el lloguer es va acabar.
Amb l'ajut dels genovesos de Quios, de mercenaris albanesos, i dels venecians, Centurió va poder recuperar Clarença el 12 de juliol de 1414. Per assegurar el seu futur, va oferir als Giustiniani de Quios el control dels ports de Clarença i de Port-de-Jonc (Navarin, avui Pylos), però Gènova no va poder negociar per la pressió dels catalans i del duc de Milà. En canvi, va provocar l'hostilitat imperial, que el maig de 1416 va envair el Peloponès i va ocupar Messènia i Èlida i Centurió fou assetjat a Clarença i es va haver de retirar per mar (1418).
El 1417 Patres i les seves 7 fortaleses dependents, es van posar altre cop sota domini venecià per l'amenaça turca, però el Papa va objectar aquesta pèrdua de domini eclesiàstic i el 1419 va obligar a Venècia a retornar el territori al bisbe (que havia conservat el poder espiritual). També els bizantins aspiraven a posseir Patres però finalment es va acordar una treva que va durar deu anys
L'1 de juliol de 1428, la ciutat fou amenaçada altre cop pels Paleòlegs, que no la van poder ocupar. El 20 de març de 1429, els romans d'Orient (el dèspota Constantí) van atacar Patres; l'arquebisbe Pandolfo Malatesta els va fer front, però finalment els notables locals van fer jurament al dèspota romà d'Orient (5 de juny de 1429), i després els grecs en van ocupar la ciutadella (que va resistir uns quants mesos) i Clarença (1430), i a Centurió només li va restar el castell de Kalandritsa i algun altre aïllat, que també va rendir. Se li va permetre la conservació de la baronia d'Arcàdia, però la resta la cedia com a dot a la filla Caterina, que es casava amb l'emperador Tomàs Paleòleg, amb dret hereditari per aquest. Centurió II es va retirar al seu castell d'Arcàdia, on va morir el 1432. Amb ell, va acabar el domini llatí al Peloponès. Tomàs Paleòleg va fer empresonar la vídua de Centurió i un fill il·legítim de nom Joan Asen. Constantí i Teodor Paleòleg, dèspotes de Mistra, en foren els hereus. El soldà Murat II havia rebut l'oferta d'un tribut de la ciutat de Patres i s'oposava a la conquesta romana d'Orient, però el governador grec Sphrantzis va poder negociar favorablement el consentiment del soldà.

### Barons de Patres
La baronia de Patras fou concedida el 1205 a Guillem Aleman, membre d'una família provençal. La majoria dels canonges francesos que Champlitte va instal·lar a l'església catedral de Sant Andreu a Patras, on hi havia llavors les suposades relíquies del sant, aviat va començar a experimentar l'habitual malaltia francesa de la nostalgia i van marxar cap a Europa. Ni el primat estava segur al seu propi palau; Aleman va considerar que el projecte del arquebisne de fortificar la ciutat contra els pirates una tasca d'aficionats, va fer empresonar al prelat i va fer tallar el nas al seu batlle, convertint la seva residència a correcuita
així com l'església adjacent de Sant Teodor, en el castell baronial, amb tambors d'antigues columnes i peces d'escultura amb tot el menyspreu arqueològic dels francs. Encara es poden veure avui dia a les muralles fragments d'arquitectura eclesiàstica i el que aparentment va ser el tron arquiepiscopal. Aleman va morir el 1210 i el seu fill Pere no va restar a Patres. El príncep d'Acaia va concedir Patres, amb títol de barons, als seus arquebisbes, dels quals són coneguts els següents:
- Antelm de Cluny, 1205-1222
- Desconegut/s 1222-1243
- Bernat, 1243-?
- Desconegut 1245-1253
- Jofré, 1253-1256
- Desconegut 1256-1263
- J. 1263-1277
- Benet d'Alatri, 1277-1295
- Joan I, 1301-1304
- Joan II Colonna, 1305-1306
- Jaume, 1306-1307
- Renyer, 1307-1316
- Guillem Frangipani, 1317-1337
- Roger, 1337-1347
- Nicolau da Canale, 1347–1350
- Reinald de Laura 1351–1358
- Ramon 	1358–1359
- Joan III Acciajouli 1360–1363
- Bongiovanni 1363
- Bartomeu Papazzuri 1363-1365
- Angel I Acciajouli 1365-1367
- Pau 	1367–1369 o 1370, Patriarca Llatí de Constantinoble, administrador apostòlic de Patras
- Joan IV de Novacchio 	1369 o 1370 – 1371, vicari
- Joan V Piacentini 1371–1375 (+ 1404)
- Pau Foscari 1375–1394
- Àngel II Acciajouli 1394–1400 (+1409)
- Pere Antoni Cornaro 1400-1403
- Esteve Zaccaria 1404-1424
- Pandolf Malatesta 1424–1430 (deposat pels bizantins el 1429 i 1430, mort a Pesaro el 17 d'abril de 1441)

### Domini Otomà
L'hivern del 1446/1447, Murat II va avançar contra Patres i Clarença (moderna Kyllini) i la ciutat segurament fou ocupada pels otomans el 1446, però no la fortalesa. Sis mil persones foren deportades, i la ciutat fou abandonada. El 1448, el dèspota Constantí va esdevenir emperador romà d'Orient i el seu germà Tomàs va rebre la Morea amb Patres i Clarença. El 1458, Mehmed II va tornar a la zona i va ocupar Patres, ja evacuada pels habitants que havien fugit a les possessions venecianes; la fortalesa es van rendir després d'una curta resistència. El soldà va convidar la població a tornar per erigir la ciutat en un centre de comerç amb Occident, i els va acordar beneficis fiscals i privilegis. Llavors (1458), va agafar el nom de Baliabadra (del grec Παλαιά Πάτρα, 'vella ciutat', en oposició a la Νέα Πάτρα, 'la fortalesa nova'). Un atac venecià dirigit per Iacopo Barbarigo, el provedittore de Morea, el 1464, fou rebutjat per Turakhan-oghlu Umar Beg.
Els venecians liderats per l'almirall Andreu Doria la van recuperar sense lluita el setembre del 1532, però els otomans la van tornar a dominat poc després. Altres atacs també van ser cosa de poc temps, com el de 1553.
El 7 d'octubre de 1571, otomans i cristians es van enfrontar al golf de Patres en la Batalla de Lepant i, encara que els turcs foren derrotats, la ciutat no fou ocupada; la ciutat es va revoltar sota la direcció de cinc dels ancians de la ciutat i del metropolità Germanos I (1561-1572), però la rebel·lió fou aplanada. El 1685, els venecians van desembarcar a la zona de Patres en la guerra contra l'Imperi Otomà. El 24 de juliol de 1687, els venecians la van ocupar (els otomans l'havien evacuada i incendiada) després d'una forta batalla, però la van haver de retornar a la pau del 1714, amb la resta de Morea (Peloponès).
L'abril de 1770, una banda de grecs la va sorprendre i ocupar, però foren massacrats o esclavitzats poc després. Un incendi va destruir la ciutat i només algunes famílies es van salvat fugint a les illes Jòniques.
Fou la primera ciutat a revoltar-se el 25 de març de 1821 i iniciar la Guerra d'independència de Grècia sota la direcció de l'arquebisbe de la ciutat Germà de Patres (1771-1826), membre de la Philikí Hetairía, però els turcs en van conservar la ciutadella fins al 1828. El 15 d'abril de 1522, els otomans la van recuperar sota la direcció de Yusuf Mukhlis Pasha, que venia de Serres, que la va arrasar. El 1828, grecs i francesos la van reconquerir. Des de llavors és part de Grècia. Fou reconstruïda després de 1833.
Queden restes de les muralles de l'acròpoli, i un aqüeducte romà. De l'antiga església de Sant Andreu (el patró local) queda només una mínima part.